# Brownleea
Brownleea ist eine Pflanzengattung innerhalb der Familie der Orchideen (Orchidaceae). Die sieben Arten stammen aus Afrika und Madagaskar. Die Gattung Brownleea bildet eine eigene Subtribus Brownleeinae.

## Beschreibung

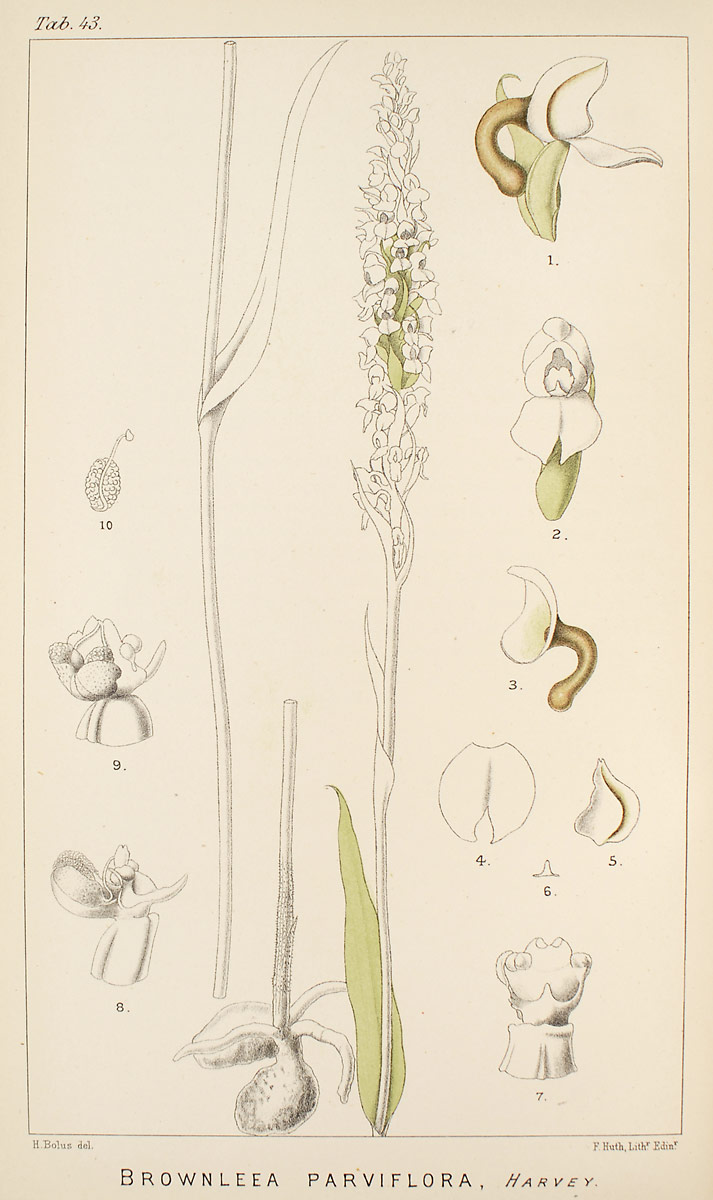
Brownleea parviflora – Bildtafel 43 in:
Harry Bolus
Icones Orchidearum Austro-Africanarum
(1896)

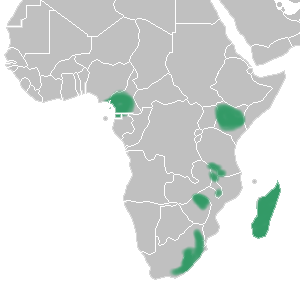
Verbreitungskarte der Gattung Brownleea

### Vegetative Merkmale
Brownleea-Arten wachsen terrestrisch oder gelegentlich epiphytisch. Es sind relativ kleine, ausdauernde, krautige Pflanzen, die Wuchshöhen von 5 bis 60 Zentimetern erreichen. Sprossachsen entspringen einer behaarten Knolle. Die Sprossachse ist oberhalb der Knolle zunächst von einigen braunen Niederblättern umhüllt, darauf folgen ein oder mehrere Laubblätter. Die einfachen Blattspreiten sind bei einer Länge von bis zu 22 Zentimetern oval bis linealisch mit einigen hervortretenden Blattadern.

### Generative Merkmale
Über den Blättern setzt sich die Sprossachse als traubiger Blütenstand fort. Die Blüten sitzen locker in Abständen oder dicht gedrängt. Die zwittrigen Blüten sind weiß oder rosa- bis purpurfarben und bei einem Durchmesser 5 bis 30 Millimetern zygomorph und dreizählig. Drei Blütenhüllblätter – das dorsale Sepal und die seitlichen Petalen – haften aneinander und bilden eine Haube über dem Inneren der Blüte. Das dorsale Sepal besitzt einen 5 bis 50 Millimeter langen Sporn. Die seitlichen Sepalen sind elliptisch und flach ausgebreitet, sie ersetzen in ihrer Schauwirkung die Lippe, dieses Blütenhüllblatt ist nur rudimentär ausgebildet und misst 0,1 bis 2 Millimeter. Die Narbe sitzt an der Basis der kurzen Säule. Das Staubblatt enthält zwei körnige Pollinien, die an je einer Klebscheibe (Viscidium) hängen. Seitlich des Staubblatts befinden sich zwei Staminodien. Das Trenngewebe zwischen Narbe und Staubblatt ist groß und zweilappig, wobei jeder Lappen eines der Viscidien trägt. Ein dritter, mittlerer Lappen ist nur bei Brownleea caerulea ausgeprägt.
Die länglich-zylindrische Kapselfrucht ist längs gerippt.

## Verbreitung
Die Arten der Gattung Brownleea sind im tropischen und südlichen subtropischen Afrika und Madagaskar beheimatet. Die meisten Arten stammen aus höher gelegenen, relativ gut mit Wasser versorgten Graslandschaften. Brownleea caerulea und Brownleea maculata kommen im Unterwuchs von Wäldern vor.

## Systematik und botanische Geschichte
Die Gattung Brownleea wurde 1842 durch John Lindley in The London journal of botany, Band 1, Seite 16 aufgestellt. Er verwendete dabei einen Namen, den er von William Henry Harvey übernommen hatte. Typusart ist Brownleea parviflora. Der Gattungsname Brownleea ehrt den schottischen Missionar John Brownlee (1791–1871), der Pflanzenexemplare aus Südafrika an Harvey sandte. Aufgrund der isolierten Stellung der Gattung innerhalb der Tribus Diseae stellten Linder und Kurzweil 1994 eine eigene Subtribus Brownleeinae auf, die nur diese Gattung enthält.
Es werden folgende acht Arten unterschieden:
- Brownleea caerulea Harv. ex. Lindl.: Sie kommt in Südafrika und Madagaskar vor.[4]
- Brownleea galpinii Bolus: Es gibt zwei Unterarten:[4]
  - Brownleea galpinii subsp. galpinii: Sie kommt von Simbabwe bis Südafrika vor.[4]
  - Brownleea galpinii subsp. major (Bolus) H.P.Linder: Sie kommt vom östlichen Lesotho bis ins westliche KwaZulu-Natal vor.[4]
- Brownleea graminicola McMurtry: Sie kommt nur in Mpumalanga vor.[4]
- Brownleea macroceras (Sond.) Rchb. f.: Sie kommt in Lesotho und in den südafrikanischen Provinzen KwaZulu-Natal sowie Freistaat.[4]
- Brownleea maculata P.J.Cribb: Sie kommt in Malawi, Simbabwe und Mosambik vor.[4]
- Brownleea mulanjiensis H.P.Linder: Sie kommt nur in Malawi vor.[4]
- Brownleea parviflora Harv. ex Lindl.: Sie kommt von Kamerun bis Kenia, Tansania bis Südafrika und Madagaskar.[4]
- Brownleea recurvata Sond.: Sie kommt in den südafrikanischen Provinzen Ost- sowie Westkap und KwaZulu-Natal vor.[4]